# Орден Христофора Колумба
Орден Христофора Колумба — государственная награда Доминиканской Республики.

## История
Орден был учреждён 21 июля 1937 года с целью награждения граждан за заслуги в гуманитарной области, науке и искусстве, и был назван в честь первооткрывателя Америки Христофора Колумба.
По статуту орден вручается Президентом Доминиканской Республики по представлению Совета ордена за гражданские или военные заслуги. Орден может быть вручён также иностранным гражданам.
Совет ордена состоит из десяти членов. Министр иностранных дел Доминиканской Республики является председателем Совета. Все члены Совета становятся кавалерами ордена класса Гранд-офицер.

## Степени
Орден имеет семь классов:
- Орденская цепь — по статуту присваивается Президенту Доминиканской Республики.
- Кавалер Большого креста с золотой звездой — вручается главам иностранных государств, бывшим президентам и вице-президентам.
- Кавалер Большого креста с серебряной звездой — вручается депутатам Парламента, судьям Верховного суда, государственным министрам, послам, архиереям церкви.
- Гранд-офицер — вручается высокопоставленным правительственным чиновникам.
- Командор — вручается губернаторам провинций, ректорам высших учебных заведений и академий, и другим гражданам, приравненным к данной номенклатуре.
- Офицер — профессорам университетов и академий, директорам школ, офицерам в звании не ниже полковника, и другим гражданам, приравненным к данной номенклатуре.
- Кавалер — вручается остальным категориям граждан.

## Описание
Орденская цепь изготавливается из 18-каратного золота и состоит из чередующихся звеньев в виде бюста Христофора Колумба в лавровом венке, гербового щита Доминиканской Республики в цветных эмалях и лаврового венка зелёной эмали. Центральное звено в виде Государственного герба Доминиканской Республики в цветных эмалях. Все звенья украшены драгоценными камнями. К центральному медальону крепится знак ордена.
Знак ордена — равнобедренный крест с расширяющимися рукавами, покрытый красной эмалью и с шариками на концах. Между рукавов креста штралы, образованные тремя двугранными лучиками, раздвоенными на концах. В центре знака круглый медальон с широкой каймой. В медальоне погрудное изображение Христофора Колумба. На кайме надпись готическим шрифтом: "".
Реверс ордена аналогичен аверсу. В центральном медальоне изображение государственного герба Доминиканской Республики в цветных эмалях.
Знак ордена при помощи переходного звена в виде золотого лаврового венка крепится к орденской ленте или орденской цепи.
Звезда ордена аналогична знаку, но большего размера.
Лента ордена пурпурного цвета.